# Neuselingsbach
Neuselingsbach (früher auch Buckmühle genannt) ist ein Gemeindeteil des Marktes Neuhof an der Zenn im Landkreis Neustadt an der Aisch-Bad Windsheim (Mittelfranken, Bayern). Neuselingsbach liegt in der Gemarkung Neuziegenrück.

## Geografie
Das Dorf liegt am Neuselingsbach, einem linken Zufluss der Zenn. 0,5 km westlich des Ortes liegt das Waldgebiet Fichtlein, im Süden befindet sich der Sandbühl. Neuselingsbach lässt sich in zwei Dorfteile einteilen: den Ortskern im Süden und das ehemalige Wochenendgebiet im Norden, in dem noch einige Wochenendhäuser, aber größtenteils jetzt Eigentumshäuser stehen. Der Ort wird von der Staatsstraße 2255 tangiert, die nach Neuziegenrück (0,6 km nordwestlich) bzw. zur Staatsstraße 2413 (0,9 km südöstlich) führt. Eine Gemeindeverbindungsstraße führt an der Röschenmühle vorbei nach Altselingsbach (1,7 km nordwestlich) bzw. zur St 2413 (0,8 km südlich), eine weitere führt nach Vockenroth (1 km südwestlich).

## Geschichte
Der Ort wurde wie Neukatterbach und Neuziegenrück im 17. Jahrhundert von österreichischen (und Schweizer) Glaubensflüchtlingen gegründet.
Gegen Ende des 18. Jahrhunderts gab es in Neuselingsbach sechs Anwesen (1 Mühle, 5 Häuser). Das Hochgericht übte das brandenburg-bayreuthische Stadtvogteiamt Markt Erlbach aus. Die Dorf- und Gemeindeherrschaft sowie die Grundherrschaft über alle Anwesen hatte das Kastenamt Neuhof.
Von 1797 bis 1810 unterstand der Ort dem Justizamt Markt Erlbach und Kammeramt Neuhof. Im Rahmen des Gemeindeedikts wurde Neuselingsbach dem 1811 gebildeten Steuerdistrikt Neuhof an der Zenn und der 1813 gegründeten Munizipalgemeinde Neuhof an der Zenn zugeordnet. Mit dem Zweiten Gemeindeedikt (1818) wurde es in die neu gebildete Ruralgemeinde Neuziegenrück umgemeindet. Am 1. Januar 1970, also noch vor der Gebietsreform in Bayern, wurde Neuselingsbach nach Neuhof an der Zenn eingemeindet.
In Neuselingsbach gibt es noch eine alte Mühle, die mittels Wasserkraft Holz sägte und Mehl mahlte. Die Mühle ist an die 300 Jahre alt. Das genaue Alter ist jedoch nicht bekannt, außerdem sind das Hauptgebäude und einige Nebengebäude extrem verfallen, jedoch ist sie eins der zwei ältesten Gebäude in Neuselingsbach, das zweite und weitaus ältere Gebäude ist das Haupthaus der im Ort befindlichen Gastwirtschaft Hammer, historischen Quellen zufolge war es lange Zeit eine Station für Kutschen und Postkutschen, um die Pferde für den Berganstieg nach Markt Erlbach zu wechseln, wurde dann aber mit der Zeit in eine Gastwirtschaft umgewandelt.

## Einwohnerentwicklung
| Jahr      | 001818 | 001840 | 001861 | 001871 | 001885 | 001900 | 001925 | 001950 | 001961 | 001970 | 001987 | 002017 |
| Einwohner | 57     | 73     | 65     | 57     | 58     | 44     | 56     | 52     | 56     | 54     | 60     | 100    |
| Häuser    | 9      | 10     |        |        | 16     | 12     | 11     | 10     | 10     |        | 29     |        |
| Quelle    | [ 12 ] | [ 13 ] | [ 14 ] | [ 15 ] | [ 16 ] | [ 17 ] | [ 18 ] | [ 19 ] | [ 20 ] | [ 21 ] | [ 22 ] | [ 1 ]  |

## Religion
Der Ort ist evangelisch-lutherisch geprägt und bis heute nach St. Thomas (Neuhof an der Zenn) gepfarrt. Die Katholiken gehören zur Kirchengemeinde Maria Namen (Markt Erlbach), die ursprünglich eine Filiale von St. Michael (Wilhermsdorf) war und seit 2019 eine Filiale von St. Johannis Enthauptung (Neustadt an der Aisch) ist.